# Adi Manolovici
Adrian (Adi) Manolovici (n. 26 decembrie 1969, București, România) este un chitarist, compozitor și profesor de chitară român.

## Biografie
Adi Manolovici a început să cânte la chitară de la vârsta de 11 ani, la București. A fost influențat de muzica rock cântată de Jimi Hendrix, Led Zeppelin, Deep Purple, AC/DC, dar și de trupe precum Beatles sau Duran Duran.
În 1993 începe colaborarea cu formația Floare Albastră (orientare jazz-rock) cu care concertează prin țară, câștigă premiul întâi la Festivalul „Folk Rock Jazz” de la Craiova în 1994, participă la „Vivo Live Rock Night”, „Convenția pentru Cargo”, „Gala Tele 7ABC”, „Top T Buzău”, iar în 1995 apare split LP-ul Coming Out of the Maze (la Electrecord), Adi Manolovici fiind clasat pe locul al doilea în topul chitariștilor (revista Vox Pop Rock).
În 1996 înființează Adi Manolovici Group, apare în cadrul colecției Unplugged Romania (East & Art) cu piesa „Înger și demon”, cunoscând un real succes, fiind clasată pe primele locuri în topurile radio naționale, iar în decembrie 1996 lansează albumul Fusion Rendez-Vous (la East & Art) de factură fusion-progresive, album care propulsează trupa în topurile anului, iar pe Adi în topul chitariștilor revistei Heavy Metal Magazine (locul al treilea). Solist vocal la piesele de pe album este Sandu Costică „Damigeană”.
În iulie 1997 apare Party Demo Tape (cu Relu Marin la clape), într-o nouă orientare stilistică exclusiv instrumentală. În această perioadă grupul colaborează cu Mălina Olinescu, Ilie Stoian și Mircea Rusu, apare pe compilația Oameni de zăpadă (Roton) cu două colinde.
În 1998, Adi este cooptat în Sfinx Experience, cu care apare atât în București, cât și în țară, în cadrul spectacolelor: turneul „Dialog”, concertele „Golden Brau” de la Costinești, „Voxtel” la Chișinău, Zilele municipiului Bacău, concertele „Connex–Coca Cola Always Connected” din Jupiter, Festivalele Berii de la Timișoara, Mamaia, Bacău, București, recitalul Festivalul Mamaia 1998, Eclipsa Râmnicu Valcea, concertul de deschidere al lui Julio Iglesias (septembrie 1999), iar în august 1999 apare albumul Balkano (Roton).
Începând cu 1999 își înființează propria casă de discuri – Adi Manolovici Production (A.M.P.) – și colaborează cu firma de aparatură muzicală Roland, susținând reprezentații demonstrative la Tibco București până în mai 2003.
În ianuarie 2000 lansează albumul Instrumental Avenue (A.M.P.) și, în același an, înființează „Academia de Rock” – prima școală de chitară rock din România. Tot în același an, primește premiul Sadco – cel mai bun instrumentist, secțiunea muzică modernă.
Între anii 2001–2003 colaborează cu grupul Blue Spirit cu care participă la Caravana Radio Contact în orașele Sibiu, Târgu Mureș, Oradea, Giurgiu, București, lansează albumul Spiritissme la Teatrul Nottara în decembrie 2001, concertează în cluburi de blues în toată țara.
În 2001 are o colaborare cu Paula Seling atât pentru concursul de la Mamaia, cât și pentru câteva spectacole de lansare de album în București și câteva concerte live în țară (Pitești, Constanța, Baia Mare etc).
Începând cu 2003, înființează alături de Costi Sandu grupul Independent, de orientare power-rock, cu care concertează atât în cluburile din București, cât și pe scene rock din țară (Zilele municipiului Râmnicu Vâlcea, Festivalul Peninsula de la Târgu Mureș).
În anul 2005 înființează grupul Adi Manolovici Syndikate. De-a lungul existenței sale, grupul participă cu recitaluri în cluburi și pe scenă: „Ziua Bărbatului” (2008), „Top T Buzău” 2008 (2008), „Galele Studențești Costinești” (2006, 2007 și 2008), dar și cu ocazia spectacolelor „10+1 ani de activitate solistică Adi Manolovici” (2007), lansarea manualului de chitară al lui Adi Manolovici – Electrik Master Guitar II (2008), „Ziua Națională Alba-Iulia” (2007 și 2008), Festivalul „Rock'n'Iași” (2007), „Zilele Bucureștiului” (2008), „Tetra Rock” (2009), precum și cu ocazia turneului „Seven” (2006).
Syndikate a colaborat ca trupă de acompaniament în cadrul a numeroase spectacole, cu ocazia turneelor „Naționala de Rock” de pe litoral și din țară, precum și în cadrul emisiunilor TVR.
Colaborări: grupul Mondial (1998), Cristian Pațurcă (1999), Ilie Stoian (1997–1999), concertează live cu Paula Seling (2001–2002), Laurențiu Cazan (2002–2004, 2007–2009), grupul Jar (2005–2007), Mircea Vintilă (2007–2011), Mircea Bodolan (2009), Raul Cârstea (2011–2022), George Nicolescu (2014).

## Colaborări
Adi Manolovici a colaborat de-a lungul carierei sale artistice ca endorser-artist pentru branduri cunoscute: Korg (1998), Boss-Roland (1999 – 2003), Ibanez (2006 – 2008) și Grosmann (2009 – 2012).

## Activitate pedagogică
În 2002, Adi Manolovici editează și lansează prima metodă de chitară acustică pentru muzică modernă din România, iar în 2004 editează și lansează prima metodă de chitară electrică (muzica modernă) din România.

## Academia de rock
La inițiativa lui Adi Manolovici, în martie 2000 a luat ființă Academia de Rock, prima școală de chitară rock din România. În cei peste 15 ani de existență a școlii, Adi Manolovici a format peste 400 de chitariști, mulți dintre ei activând în trupe deja celebre precum Vița de Vie, El Negro, Zoom, Firma, Amicii, R.U.S.T., X-Plod, PhenomenOn, Idol, Magnum Opus, Secret Society, Addictive, Syndikate etc.

## Discografie (solo și colaborări)
- Coming Out of the Maze – Floare Albastră (Electrecord, 1995)
- Fusion Rendez-Vous – Adi Manolovici Group (East & Art, 1996)
- Party Demo Tape – Adi Manolovici Group (A.M.P., 1997)
- Balkano – Sfinx Experience (Roton, 1999)
- Instrumental Avenue – Adi Manolovici (A.M.P., 1999)
- Spiritissme – Blue Spirit (Vela Music, 2001)
- Adio – Gaz pe Foc (Cat Music, 2001)
- Iubi (interfață la realitate) – Florin Chilian (Soft Records, 2002)
- Fingerstyle Acoustik Guitar, Vol. 1 – Adi Manolovici (A.M.P., 2002)
- Super Maxi Single – Adi Manolovici (A.M.P., 2003)
- Electrik Master Guitar, Vol. 1 – Adi Manolovici (A.M.P., 2004)
- Seven – Adi Manolovici (A.M.P., 2005)
- Jar – Jar (TVR Media, 2006)
- Electrik Master Guitar, Vol. 2 – Adi Manolovici (A.M.P., 2008)
- Elegia mâinii – Raul Cârstea și Adi Manolovici (2015)